# Гейс Бесселінк
Гейс Бе́сселінк (нід. Gijs Besselink; нар. 16 червня 2004, Гетен) — нідерландський футболіст, півзахисник клубу «Твенте», який на правах оренди виступає за «Віллем II».

## Клубна кар'єра

### «Твенте»
Почав займатися футболом у команді «Гетен», а влітку 2013 року приєднався до академії клубу «Твенте». У 2023 році отримав право приєднатися до першої команди на тренувальному тижні, а вже 14 липня 2023 року продовжив контракт з клубом до літа 2025 року з опцією продовження ще на один сезон. З того часу виступав за молодіжний склад «Твенте» до 21 року.
10 серпня 2023 року дебютував в основному складі «Твенте» в матчі кваліфікації Ліги конференцій УЄФА проти латвійської «Риги», вийшовши на заміну Рікі ван Волфсвінкелу. 17 серпня в матчі-відповіді забив свій перший гол за «Твенте». У вересні 2023 року переведений до першої команди. 3 вересня 2023 року в матчі проти «Волендама» дебютував в Ередивізі.

#### Оренда у «Віллем II»
14 серпня 2025 року відправився у сезонну оренду в «Віллем II».

## Статистика виступів
Станом на 4 травня 2025 
| Клуб              | Сезон             | Чемпіонат         | Чемпіонат | Чемпіонат | Кубок | Кубок | Єврокубки | Єврокубки | Інші  | Інші | Всього | Всього |
| Клуб              | Сезон             | Дивізіон          | Матчі     | Голи      | Матчі | Голи  | Матчі     | Голи      | Матчі | Голи | Матчі  | Голи   |
| ----------------- | ----------------- | ----------------- | --------- | --------- | ----- | ----- | --------- | --------- | ----- | ---- | ------ | ------ |
| Твенте            | 2023–24           | Ередивізі         | 8         | 0         | 0     | 0     | 4         | 1         | —     | —    | 12     | 1      |
| Твенте            | 2024–25           | Ередивізі         | 13        | 0         | 0     | 0     | 7         | 0         | 1     | 0    | 21     | 0      |
| Твенте            | Всього            | Всього            | 21        | 0         | 0     | 0     | 11        | 1         | 1     | 0    | 33     | 1      |
| → Віллем II       | 2025–26           | Еерстедивізі      | 0         | 0         | 0     | 0     | —         | —         | —     | —    | 0      | 0      |
| Всього за кар'єру | Всього за кар'єру | Всього за кар'єру | 21        | 0         | 0     | 0     | 11        | 1         | 1     | 0    | 33     | 1      |

1. ↑  Матчі в Лізі конференцій УЄФА
2. ↑  1 матч в Лізі чемпіонів УЄФА і 6 матчів у Лізі Європи УЄФА
3. ↑  Матчі плей-оф за участь в єврокубках